# Mark Sheppard
Mark Andreas Sheppard (n. 30 mai 1964, Londra, Anglia, Regatul Unit) este un actor și muzician britanico-american. Este menționat adesea ca Mark A. Sheppard. Sheppard este cel mai cunoscut pentru rolul demonului/regele iadului Crowley în Supernatural sau pentru roluri secundare ca Romo Lampkin în Battlestar Galactica, ca detectiv Interpol James Sterling în serialul Escroci de treabă sau ca gangsterul Badger în serialul lui Joss Whedon Firefly.

## Filmografie

### Film
| An   | Titlu                           | Rol                 | Note       |
| ---- | ------------------------------- | ------------------- | ---------- |
| 1993 | In the Name of the Father       | Paddy Armstrong     |            |
| 1996 | Lover's Knot                    | Nigel Bowles        |            |
| 1997 | Nether World                    | California          |            |
| 1999 | Out of the Cold                 | Fang                |            |
| 2000 | Farewell, My Love               | M.J.                |            |
| 2001 | Lady in the Box                 | Doug Sweeney        |            |
| 2001 | New Alcatraz                    | Yuri Breshcov       |            |
| 2002 | Megalodon                       | Mitchell Parks      | Video      |
| 2004 | Evil Eyes                       | Peter               |            |
| 2004 | Unstoppable                     | Leitch              |            |
| 2006 | Broken                          | Malcolm             |            |
| 2010 | Xtinction: Predator X           | Dr. Charles LeBlanc |            |
| 2012 | Jules Verne's Mysterious Island | Young Captain Nemo  | Și regizor |
| 2013 | Sons of Liberty                 | Ackley              |            |

### Televiziune
| An           | Titlu                                | Rol                                                    | Note |
| ------------ | ------------------------------------ | ------------------------------------------------------ | --- |
| 1992–1993    | Silk Stalkings                       | Eric, Eddie Bryce                                      | Episoadele: "In Too Deep", "Schemes Like Old Times"                                                                  |
| 1993         | The X-Files                          | Bob / Cecil L'Ively                                    | Episodul: "Fire" |
| 1995         | M.A.N.T.I.S.                         | C. Flayton Ruell                                       | Episodul: "Spider in the Tower"                                                                                      |
| 1997         | Soldier of Fortune                   | Christopher 'C.J.' Yates                               | Film TV |
| 1997–1998    | Soldier of Fortune, Inc.             | Christopher 'C.J.' Yates                               | (20 episoade) |
| 1998         | Sliders                              | Jack                                                   | Episodul: "Net Worth"                                                                                                |
| 1999         | Martial Law                          | Clay Sullivan                                          | Episodul: "Thieves Among Thieves"                                                                                    |
| 1999         | The Practice                         | Eddie Wicks                                            | Episodul: Day in Court                                                                                               |
| 2000         | Star Trek: Voyager                   | Leucon                                                 | Episodul: "Joc de copii"                                                                                             |
| 2000         | JAG                                  | Deputy Director of Air Operations/Young General Parker | Episoadele: "A Separate Peace: Parts 1 & 2"                                                                          |
| 2001         | The Invisible Man                    | Yuri Gregorov                                          | Episodul: "Diseased"                                                                                                 |
| 2001         | The Chronicle                        | Nitro                                                  | Episodul: "Bring Me the Head of Tucker Burns"                                                                        |
| 2001         | Special Unit 2                       | The Chameleon                                          | Episodul: "The Skin"                                                                                                 |
| 2001         | Lost Voyage                          | Ian Fields                                             | Film TV |
| 2001–2002    | V.I.P.                               | Nero                                                   | Episoadele: "A.I. Highrise", "48½ Hours"                                                                             |
| 2002         | UC: Undercover                       | Mitchell Reeves                                        | Episodul: "Manhunt"                                                                                                  |
| 2002         | CSI: Crime Scene Investigation       | Rod Darling                                            | Episodul: "The Hunger Artist"                                                                                        |
| 2002         | Charmed                              | Arnon                                                  | Episodul: "Witches in Tights"                                                                                        |
| 2002         | Firefly                              | Badger                                                 | Episoadele: "Serenity", "Shindig"                                                                                    |
| 2003         | Fastlane                             | Ronan Dennehy                                          | Episodul: "Simone Says"                                                                                              |
| 2003         | Murder, She Wrote: The Celtic Riddle | Man in Car                                             | Film TV |
| 2003         | Deep Shock                           | Chomsky                                                | Film TV |
| 2003         | Jake 2.0                             | Hartman                                                | Episodul: "Whiskey – Tango – Foxtrot"                                                                                |
| 2004         | Las Vegas                            | George Beckwahr                                        | Episodul: "Degas Away with It"                                                                                       |
| 2004         | Monk                                 | Chris Downey                                           | Episodul: "Mr. Monk vs. the Cobra"                                                                                   |
| 2005         | CSI: NY                              | Kevin Hannigan                                         | Episodul: "Hush" |
| 2005–2006    | Medium                               | Dr. Charles Walker                                     | Episoadele: "Penny for Your Thoughts", "Doctor's Orders", "Blood Relation"                                           |
| 2006         | 24                                   | Ivan Erwich                                            | Rol secundar (6 episoade)                                                                                            |
| 2006         | Without a Trace                      | Ioannis 'Johnny' Patani                                | Episodul: "Requiem"                                                                                                  |
| 2007–2009    | Battlestar Galactica                 | Romo Lampkin                                           | Episoadele: "The Son Also Rises", "Crossroads: Parts 1 & 2","Sine Qua Non","Blood on the Scales", "Daybreak: Part 2" |
| 2007         | Bionic Woman                         | Anthony Anthros                                        | Episoadele: "Pilot", "Sisterhood"                                                                                    |
| 2008         | Shark                                | Rupert Stone                                           | Episodul: "One Hit Wonder"                                                                                           |
| 2008         | In Plain Sight                       | Russell                                                | Episodul: "To Serge with Love"                                                                                       |
| 2008         | The Middleman                        | Manservant Neville                                     | Episoadele: "The Clotharian Contamination Protocol", "The Palindrome Reversal Palindrome"                            |
| 2008–2012    | Leverage                             | James Sterling                                         | Rol secundar (10 episoade)                                                                                           |
| 2009         | NCIS                                 | Marcin Jerek (young)                                   | Episodul: "Broken Bird"                                                                                              |
| 2009         | Burn Notice                          | Tom Prescott                                           | Episodul: "Bad Breaks"                                                                                               |
| 2009         | Dollhouse                            | Tanaka                                                 | Episoadele: "The Target", "Man on the Street", "Omega"                                                               |
| 2009–2014    | White Collar                         | Curtis Hagen                                           | Episoadele: "Pilot", "At What Price", "One Last Stakeout", "No Good Dead", "Live Feed"                               |
| 2009         | CSI: Crime Scene Investigation       | Dimitri Sadesky                                        | Episodul: "The Lost Girls"                                                                                           |
| 2009–2014    | Warehouse 13                         | Benedict Valda                                         | Episoadele: "Breakdown", "Beyond Our Control", "Around the Bend", "Buried", "Endless Terror", "Cangku Shisi"         |
| 2009–2017    | Supernatural                         | Crowley                                                | Rol secundar sezoanele 5–9; Rol principal sezoanele 10-12                                                            |
| 2010         | Chuck                                | Ring Director                                          | Episoadele: "Chuck Versus the American Hero", "Chuck Versus the Other Guy"                                           |
| 2011         | Doctor Who                           | Canton Everett Delaware III                            | Episoadele: "The Impossible Astronaut", "Day of the Moon"                                                            |
| 2011         | Prime Suspect                        | Blackjack Mullins                                      | Episodul: "A Gorgeous Mosaic"                                                                                        |
| 2017         | MacGyver                             | Fake Dr. Zito / Jason Tennant                          | Episodul: "Cigar Cutter"                                                                                             |
| 2018–present | Mania City                           | Richard Johnson                                        | Rol secundar |
| 2019         | Doom Patrol                          | Willoughby Kipling                                     | Rol secundar (2 episoade)                                                                                            |

### Jocuri video
| An   | Titlu       | Rol          | Note |
| ---- | ----------- | ------------ | ---- |
| 2009 | The Conduit | Michael Ford |      |